# Бергентгейм
Бергентгейм (нід. Bergentheim) — село в нідерландській провінції Оверейсел. Входить до муніципалітету Гарденберг.
Його площа становить 19,56 км², а населення станом на 2021 рік складало 3 460 осіб.
Перша згадка про населений пункт датується 1381 роком.

## Визначні уродженці
- Арне Слот (нар. 1978) —нідерландський футбольний тренер[2].

## Галерея

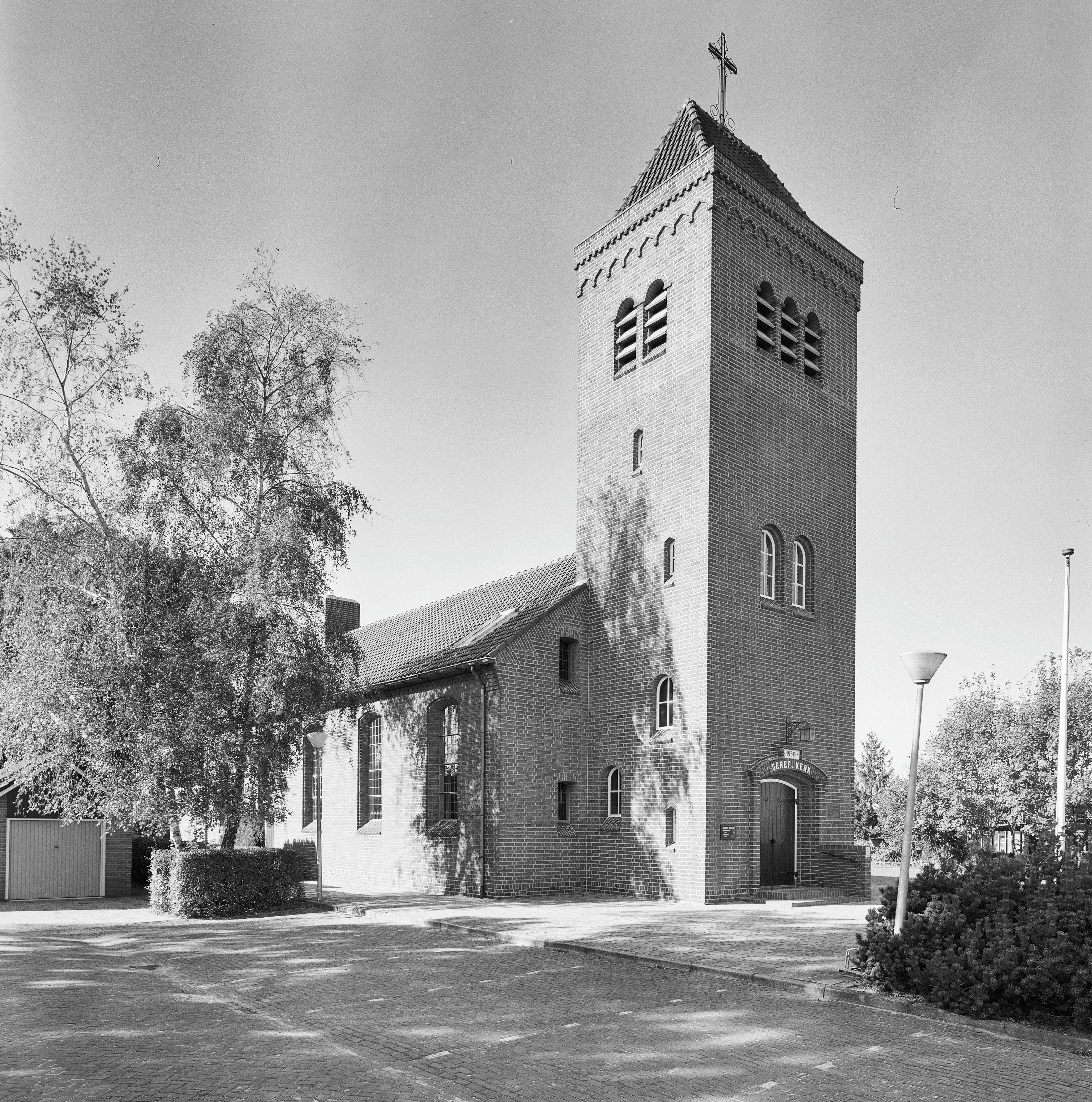
Церква у Бергентгеймі